# Михалёво (городской округ Шаховская)
Михалёво — деревня в городском округе Шаховская Московской области.

## Население
| 1859 | 1926 | 2002 | 2006 | 2010 |
| ---- | ---- | ---- | ---- | ---- |
| 119  | ↗232 | ↘23  | ↗25  | ↘19  |

## География
Деревня расположена в южной части округа, недалеко от границы со Смоленской областью, примерно в 25 км к юго-западу от райцентра Шаховская, на безымянном левом притоке реки Иночи, высота центра над уровнем моря 233 м. Ближайшие населённые пункты — Фалилеево на северо-востоке и Куколово на юго-востоке.
В деревне останавливаются маршруты автобусов №35 и 36 до райцентра.

## Исторические сведения
В 1769 году Михалева — деревня Хованского стана Волоколамского уезда Московской губернии в составе большого владения коллежского советника Владимира Федоровича Шереметева. В деревне 20 дворов и 69 душ.
В середине XIX века деревня Михалево относилась к 1-му стану Волоколамского уезда и принадлежала поручику Ивану Васильевичу Сатину. В деревне было 15 дворов, крестьян 56 душ мужского пола и 63 души женского.
В «Списке населённых мест» 1862 года — владельческая деревня 1-го стана Волоколамского уезда Московской губернии по правую сторону Московского тракта, шедшего от границы Зубцовского уезда на город Волоколамск, в 47 верстах от уездного города, при речке Волосовке, с 18 дворами и 119 жителями (56 мужчин, 63 женщины).
По данным на 1890 год входила в состав Серединской волости, число душ мужского пола составляло 61 человек.
В 1913 году — 30 дворов.
По материалам Всесоюзной переписи населения 1926 года — центр Михалевского сельсовета, проживало 232 человека (118 мужчин, 114 женщин), насчитывалось 41 крестьянское хозяйство.
С 1929 года — населённый пункт в составе Шаховского района Московской области.
1994—2006 гг. — деревня Косиловского сельского округа Шаховского района.
2006—2015 гг. — деревня сельского поселения Серединское Шаховского района.
2015 г. — н. в. — деревня городского округа Шаховская Московской области.